# Ugoszcz (gromada w powiecie bytowskim)
Ugoszcz – dawna gromada, czyli najmniejsza jednostka podziału terytorialnego Polskiej Rzeczypospolitej Ludowej w latach 1954–1972.
Gromady, z gromadzkimi radami narodowymi (GRN) jako organami władzy najniższego stopnia na wsi, funkcjonowały od reformy reorganizującej administrację wiejską przeprowadzonej jesienią 1954 do momentu ich zniesienia z dniem 1 stycznia 1973, tym samym wypierając organizację gminną w latach 1954–1972.
Gromadę Ugoszcz z siedzibą GRN w Ugoszczy utworzono – jako jedną z 8759 gromad na obszarze Polski – w powiecie bytowskim w woj. koszalińskim na mocy uchwały nr 43/54 WRN w Koszalinie z dnia 5 października 1954. W skład jednostki weszły obszary dotychczasowych gromad Ugoszcz i Udorpie ze zniesionej gminy Ugoszcz w tymże powiecie. Dla gromady ustalono 11 członków gromadzkiej rady narodowej.
31 grudnia 1959 do gromady Ugoszcz włączono obszar zniesionej gromady Mokrzyn (bez wsi Mędrzechowo, Jeleńcz i Półczno) w tymże powiecie.
Gromada przetrwała do końca 1972 roku, czyli do kolejnej reformy gminnej.